# 아름다운가게
아름다운가게(Beautiful Store)는 2002년에 출범한 비영리기구이자 사회적 기업이다. 아름다운가게의 가장 핵심적인 주제이자 비전은 나눔과 순환 그리고 시민의 참여이다. 아름다운가게는 수익을 추구하지 않으며 그 수익금을 제3세계 사람들과 사회적 약자를 위해 사용하고 있다. 또한 아름다운가게는 정치·종교적 편향을 지양한다.

## 개요
아름다운가게는 대한민국에서 처음으로 시도된 재활용품 사용 시민운동의 발상지라는 점에 의의가 있다. 헌 물건을 팔아 생긴 수익을 제3세계의 빈곤 구제와 사회 지원에 사용하는 영국의 옥스팜(Oxfam)이 아름다운가게의 결정적인 선구모델이 되었다. 옥스팜 매장은 유럽 전역에 820여 개의 매장을 갖고 있으며 막대한 규모의 수익금을 극빈자와 장애인, 이민노동자를 위해 출자한다.
2003년 1월 5일 두 달 만에 1억 원에 달하는 매출을 기록하였으며 매출의 10%를 나눠주기로 했던 처음의 목표를 달성했다. 12월 26일 6명과 한 단체를 선정해 첫 수혜자를 찾게 됐다.
이후, 물품의 재사용을 통해 사람과 사람을 연결한다는 기치를 내걸었던 옥스팜(Oxfam)을 모델로 하여 '아름다운가게'로 이름을 정하였다. 2002년 10월 17일 재단법인 아름다운재단 산하에서 독립적으로 운영되는 비영리 단체가 되었고, 2008년 6월 9일 행정안전부 소관 비영리 법인인 '재단법인 아름다운가게'로 독립하였다.
아름다운가게는 그 시초부터 헌옷과 책, 가방, 신발, 주방, 가전, 장식 등 중고 물품을 기증 받아서 가게에 유통하도록 했다. 가게에서는 자원봉사자와 구매자 모두를 천사로 칭하고 있으며 이를 토대로 스스로가 자발적인 참여를 통해 지역사회에 보탬이 되고 나아가 더 큰 구심점이 되도록 유도하고 있다. 이러한 활동은 옥스팜의 핵심 가치인 '물품의 재사용을 통한 사람과 사람의 연결' 을 실현하는 것이며 아름다운가게는 이러한 연결을 그물과 그물을 연결하는 그물코에서 따와 그물코정신으로 칭한다. 아름다운가게의 되살림 정신과 그물코 정신은 환경 운동과 공익을 실행하는 것으로 이웃에 대해 우리가 스스로 자선을 베풀 수 있다는 개념에서 출발한다. 다만 대형 가구와 대형 가전 등 외관에 손상을 입기 쉽거나 창고 보관에 어려움이 있는 경우에는 기증품에서 제외한다.
기증 받은 헌 물건을 되파는 일 외에 다른 사업으로는 기업이나 정부기관과 함께 아름다운토요일, 나눔교육, 움직이는가게, 등 재사용과 나눔 문화를 확산하기 위한 운동을 벌이고 있다. 또 매월 한 번씩 서울시와 함께 아름다운나눔장터를 마련하고, 자선과 공익을 실천하기 위한 수익배분과 공정무역 그리고 그린디자인 '에코파티메아리'등도 진행한다. 서울특별시 중구 회현동에 본부가 있다.

## 역사
아름다운가게가 태동하기 전부터 아름다운가게는 참여연대 사무실 앞길에서 가두 판매를 진행했다. 여러 물품을 놓고 판매하는 이른바 "알뜰시장"의 개념은 박원순 변호사와 여러 시민운동가들이 2001년 5 월부터 시작한 일종의 시민운동이었다. 매월 두 번씩 열렸던 사업이 큰 호응을 얻게 되면서 서울 강남구 미도아파트 주민들이 매달 한번씩 '아름다운 날' 행사를 여는 데 적극적으로 참여하게 됐다. 시민들의 호응에 힘입어 공식적인 알뜰시장의 배출구를 만들고자 박원순변호사(전 서울시장)를 비롯한 여러 운동가들은 2002년 초 구세군 미국 본부를 방문해 환경 운동과 시민 참여의 매커니즘을 전수받았다.
1호점이 문을 열면서 아름다운가게는 다양한 물품을 시민들로부터 기증받기 위해 아름다운 트럭과 기부 물품 취급, 공정무역 방식의 도입 등에 대해 검토하게 된다. 아름다운 트럭은 기부물품을 직접 수거해 가게로 내보내는 다리 역할을 맡게 되었으며 현재까지도 여러 기업의 후원과 참여로 기증된다. 공 무역에 대해 처음 아름다운가게가 표방했던 생각은 제 3세계 물품을 공정 무역으로 수입해 다시 수익을 되돌려주는 방식이었다. 개점 행사의 일환으로 작가와 연예인, 정·재계 인사의 기증품이 줄을 잇기도 했다.
모든 것이 기증으로 이뤄지는 아름다운 가게는 지역민들의 호응과 적극적인 자원봉사 참여로 문을 열어 오전 10시 ~ 오후 8시까지 활동천사라고 불리는 자원봉사자의 참여로 운영되며 이듬해 1월 18일 한성대입구역 근처에 위치한 삼선교점이 개점했다. 가게의 운영에는 간사(매니저)를 제외한 모두가 자원봉사자로 구성된다. 삼선교점 개장 당시에는 임기를 시작하기 전이었던 노무현 전 대통령이 기증한 밤색 대나무 필통이 100만원에 판매되기도 했다. 노 전 대통령 부부는 자기세트도 기증했다.
아름다운가게는 초기부터 주목하던 3세계 국가와의 공정 무역에 착수했다. 2003년 4월 18일 공식 발표를 시작으로 수익금을 돌려주는 대안 무역을 시작했는데 이는 독일, 일본 등에서 시도된 국제 복지활동 운동을 도입한 것이다. 대안무역으로 불린 계획의 실행을 위해 일본에 담당자를 파견했고 인도네시아, 네팔, 페루에서 수공예품과 커피를 수입하는 방안을 모색하기 시작했다.
또한, 2003년 4월 18일은 3호점인 독립문점이 개점한 날이기도 하다. 3호점은 한국마이크로소프트사가 임대료를 후원하면서 기업의 본격적 참여를 이끌어냈으며 주한 외국인의 물품을 전시하고 판매하는 기증 활동을 새로이 선보여 외국인들의 적극적인 참여를 도왔다. 8월에는 경기도 1호점으로 안산상록수점이 문을 열었다. 경기도는 상록수점에 공식적으로 18억 원을 지원했다. 수도권역 외에 최초로 문을 연 곳은 광주광역시로서 빅마트 광주 첨단점으로부터 20 여 평 규모를 기증받아 선을 뵈었다.
서울시가 주최하고 아름다운가게가 운영하는 뚝섬 벼룩시장은 2004년 3월 27일 첫 선을 보였으며 나눔 장터의 형식으로 3월 말부터 10월 말까지 매주 토요일 오전 10 시 ~ 오후 4시까지 장터가 열린다. 나눔장터는 80개 미만의 기증품만 있으면 단체 형식으로 참가가 가능하며 일반인들의 관람료는 집에서 가져온 기증품 1개이다. 2004년부터 지금에 이르기까지 뚝섬에서 열리는 나눔장터는 매회 일정한 주제로 열리며, 이를테면 어린이의 달인 5월에는 장터의 수익금을 제 3세계 어린이를 위해 사용하는 식이다. 참가한 단체는 수익금의 10%를 결식 아동과 장애인을 위해 기부하도록 되어있다.
지방 대도시에 속속 문을 연 아름다운가게는 2004년 4월 23일 대구 1호점이 문을 열면서 지방 2호점이자 전국 21번째 가게가 됐다. 6일 뒤 부산점이 문을 열면서 개점 속도에 탄력이 붙게 되었다.
2022년 10월 현재 전국 매장에 108개의 매장이 운영되고 있으며 기부된 물품이 모이는 되살림센터 전국 17곳을 운영 중이다. 아름다운가게는 대안무역과 업사이클링 사업을 대한민국 최초로 시도하였다. 대안무역은 현재 공정무역으로 불린다.
홍대점, 안국점, 인터넷 쇼핑몰 생생몰에서 이국적 분위기의 물건들을 제3세계 빈민구제를 목적으로 시작한 대안무역사업은 아름다운가게가 출범하면서 이미 기획된 사업이었다. 2003년 9월에  네팔과 방글라데시 등에서 생산된 수공예품 등의 상품을 매장에 선보였습니다.
이후 유통의 어려움을 겪으면서 상품을 변경, 2005년 하반기부터 일본의 대안무역 단체인 '네팔리 바자로'를 통해 네팔의 커피 농가와 연결되어 자료조사 및 샘플 연구를 거쳐 2005년 8월 네팔 친환경 커피 '히말라야의 선물'을 개발해 판매하였다. 이후 2006년 대안무역팀을 만들어 6월 네팔의 생두를 수입하여 판매하였다. ‘착한 커피’ 시대가 온다 - 식품외식경제 (foodbank.co.kr)
2006년 10월 16일에는 '재활용 자선가게의 사회적 역할이란 무엇인가'라는 주제로, 개최했다. "재활용자선가게의 사회적 역할" - 오마이뉴스 (ohmynews.com) '2006 재활용 자선가게 국제회의'를 개최했다. "재활용자선가게의 사회적 역할" - 오마이뉴스 (ohmynews.com)
업사이클링 사업도 진행 순환되지 못하고 ‘버려지는 것’들과 기증품의 활용방안을 찾았다. 원재료의 가치를 되살리기 위해 그에 맞는 새로운 컨셉과 디자인을 결정 후 새로운 제품으로 탄생시킨다. 그 대표 브랜드가 바로 에코파티메아리로 대한민국 최초의 업사이클링 브랜드다.
지금은 볼 수 없는 불법 광고 현수막이 난무하던 시절, 아름다운가게는 2003년 말 재활용 공모전을 실시한다. 그 때 대상을 받았던 ‘현수막 가방’이 에코파티메아리의 아이디어의 시작이었다. 한두번 입고 버리는 ‘스트리트 패션’ 환경오염 주범 : 경제일반 : 경제 : 뉴스 : 한겨레 (hani.co.kr) 보관됨 2022-11-02 - 웨이백 머신
2006년 재활용디자인사업부로 출발한 에코파티메아리는 1년간의 시범운영을 거쳐 2007년 1월 정식으로 출범한다. 그 이듬해 2009년 2월 10일 뉴욕현대미술관(MoMA)의 세계 주요 도시를 주제로 신예 디자이너를 발굴하는 ‘데스티네이션 서울’ 전시에 선정되면서 많은 주목을 받았다.
순환의 화살표, 디자인 브랜드 에코파티메아리 (jungle.co.kr)
아름다운가게, 재활용전문매장 연다 - 파이낸셜뉴스 (fnnews.com)
한국 디자인 제품, MoMA에서 팔린다 - 머니투데이 (mt.co.kr)
공익상품 사업도 진행중이다. 사회적기업, 공정무역, 자활단체, 친환경 단체의 상품으로 시민들이 이를 소비하는 과정을 통해 자연스럽게 사회전체에 이익이 되는 상품으로  생산자들의 부담을 최소화하고 원활한 운영을 돕기 위해 아름다운가게에서 검증된 공익상품을 매입한 후 홍보와 판매, 배송까지 도맡아 진행하고 있다. 사회적기업 오제이㈜와 함께 만든 '아름다운감귤주스', 필리핀 생산자로부터 공정무역 원칙으로 수입해온 머스코바도가 대표적 상품입니다. '아름다운 코코넛칩', ' '아름다운 코코넛오일' 등도 출시했다.
아름다운가게, 사회적기업과 '100% 과즙 감귤주스' 출시 (news1.kr)
먹고, 바르고, 즐기자! '아름다운 코코넛오일' 출시! | 아름다운가게 (beautifulstore.org)
자원봉사의 문화를 이끌었다.
2002년부터 2021년까지 현재까지 누적 자원봉사자는 약 21만 명이다.
아름다운가게에서는 자원봉사를 자원활동이라하며 이들을 활동천사라고 부른다.
어떤 일을 대가 없이 자발적으로 참여하여 돕는 활동으로 자원봉사의 의미에 더하여 참여자가 스스로가 시민활동가로 성장하여 자신과 지역사회를 변화시킬 수 있다는 의미다.
활동천사들을 위한 프로그램으로 1004데이, 활동천사캠프 등의 프로그램으로 자원활동가들에게 동기부여를 강화하고 활동 가치를 부여하고 있다.
천사들의, 천사들에 의한, 천사들을 위한 캠프 - 오마이뉴스 (ohmynews.com)

## 나눔
다양한 나눔사업도 전개하고 있다.
2003년부터 2021년까지 총 61,798,575,133원을 나누었다.
아름다운희망나누기는 아름다운가게 전국 매장의 수익을 1년에 2번, 매장이 속한 지역사회에 환원하는 아름다운가게의 정기수익 나눔사업이다. 10년 동안은 상하반기에 걸쳐 모든 매장에서 동시에 진행하였으며 저소득층의 개인과 공익단체를 지원했습니다. 현재에는 지역의 사회문제를 해결하는 단체에 집중하여 지원하고 있다.
아름다운나눔보따리 캠페인은 2004년 시작했다.
2004년 첫 아름다운 나눔보따리는 2003년 지상최대의 벼룩시장 수익금 4천 1백만 원으로 1000개의 생필품 보따리를 만들었다. 가족, 직장동료, 동호회원 등으로 구성된 시민 배달 봉사자 400여명과 함께 관악구 봉천동 난곡마을, 노숙자 무료 급식소인 동대문 프란치스코의 집, 소년소녀 가장의 집 등으로 전달했다.  이후 아름다운가게 정기 나눔캠페인으로 확정하고 매년 설날 1주일 전 쌀과 생활용품으로 구성된 보따리를 독거노인, 조손가정, 한부모가정 등에 전달했다.
훈훈한 사랑 전하는 `나눔보따리` 행사 (naver.com)
초록산타 사업은 사노피-아벤티스 코리아(당시 사노피-신데라보 코리아)의 씨앗기금으로 시작한 사회공헌프로그램으로 처음에는 소아병동 환우, 장애아, 보육원 등의 소외 아동의 정서지원프로그램으로 꾸며진 5톤 트럭 규모의 대형 특수 공연이었다. 현재는 아름다운가게, 사노피-아벤티스 코리아, 다음세대재단, 유스보이스와 함께 만성 희귀난치성 질환, 암 등을 앓고 있는 아이들과 아이들의 가족들이 치료 과정에서 겪는 스트레스를 해소하고, 정서적으로 건강하게 성장할 수 있도록 지원하기 위해 기획된 심리 지원 교육 프로그램으로 진행하고 있다.
문화테마차랑 초록산타 출범식 (naver.com)
[약업신문]아름다운가게 초록산타 매장, 6년간 2.3억원 수익나눔액 달성 (yakup.com)
보호종료청년 자립 지원사업도 전개중이다.
보육원 퇴소(예정) 청소년의 안정적인 사회 진출 및 적응을 위한 과정을 지지하며 건강한 사회인으로 성장하기 위한 기반을 마련하고자 본 사업을 진행하고 있다.아름다운가게는 2010년 아름다운가게 관악자명점 수익금을 자립준비청년 지원에 사용한 것을 시작으로, 11년간 총 349명의 자립준비청년에게 약 14억2700만원 상당의 자립비용을 지원하였다.
https://www.eroun.net/news/articleView.html?idxno=28362
전국의 지역아동센터를 통해 지원하는 방학중 급식지원 사업도 있다. 맞춤형 테마요리교실등의 수업을 진행하여 균형잡힌 식사의 정보 제공 및 아이들이 요리사로서 꿈을 키울 수 있는 기회를 제공한다.
http://www.sentv.co.kr/news/view/623402
시민들의 자발적인 참여를 통한 도시 숲을 조성하고 쾌적한 도시경관과 대기 질 개선을 위해 2017년 '아름다운숲'사업을 시작했다. 청담도로공원에 서울의 맑은 공기를 위한 첫 숲 조성을 시작으로 2018년에는 노들길과 올림픽대로 사이에 위치한 녹지공간(선유교 인근)에  2천 백그루를 식재하였습니다. 이후 다양한 기업·기관과 협력하여 기금을 마련하여 녹지 소외지역 생활권의 녹지확대를 위해 노력하고있다.
https://www.yna.co.kr/view/AKR20170415074100004?input=1195m

## 기증
시민들의 기증을 받아 트럭에서 물건이 내려지는 곳은 되살림터이다. 우선 옷가지나 여러 기증품을 단계별로 분류한다. 옷을 예로 들자면, 사용할 수 있는지의 여부를 우선으로 분류하며, 이후 얼룩이나 보풀이 많이 일었는지 혹은 브랜드 가치가 있는지의 세부적인 사항으로 2차, 3차 분류를 진행한다. 세탁의 경우에는 여러 세탁업체의 도움으로 빨래를 하거나 얼룩을 제거한 후 가게로 보내지는 경우가 많이 있다. 대개 수도권 지역에는 이런 일을 하는 되살림터가 존재한다. 되살림터는 기증 물품을 다시 고치고 손보는 장소로서 접시의 경우 먼지를 제거하고 가전 제품의 경우 기술자들의 도움을 받아 시험을 해보고 이상이 있으면 고치는 일을 맡고 있다.
아름다운가게의 개점 초기에 사무실 비품이나 작업에 필요한 어려움을 덜어준 것은 기업과 관청의 도움이었다. 이런 도움도 기증의 일환이다. 사무실에 필요한 물품들은 국세청에서 지원을 받았고 현대자동차는 기증품 수거 트럭을 기증했다. 세탁 업체인 크린토피아는 무료로 의류 세탁을 담당해주었다. 이후 계속적으로 점포의 수가 늘어나면서 가게의 개점 초기 자금 마련에 도움을 주는 향토 기업들도 늘어났다. 이런 "씨앗 자금"을 지원하는 단체나 기업들 역시 기증을 통해 지역 사랑과 지역민에 보답하는 방법을 찾고 있는 셈이다.
1. ↑  문화일보 2002-11-02 아름다운가게 어떤 곳
2. ↑  동아일보 2003-01-05 재활용품판매 이웃돕는 '아름다운가게' 첫수혜자 선정
3. ↑  2002-10-09 <물품 재사용운동 `아름다운 가게'>
4. ↑  오마이뉴스 어제의 물건으로 내일의 꿈을 살리는"<아름다운 가게>로 한번 놀러오세요"
5. ↑  문화일보 2002-10-09‘아름다운 가게’ 1호점 여는 박원순변호사
6. ↑  국민일보 2002-10-09 재활용품 전문매장 ‘아름다운 가게’
7. ↑  한겨레 2002-10-13 "기부물품 재활용 전문매장 '아름다운 가게'"
8. ↑  한국경제 2003-02-02 노 당선자 소장 필통 100만원에 낙찰
9. ↑  2003-04-18 후진국 빈곤 악순환 끊는 '아름다운 무역' 나선다
10. ↑  한겨레 2034-04-19 국제화 나선 '아름다운 가게'
11. ↑  YTN 2003-07-09 안양에도 아름다운 가게 개설
12. ↑  한겨레 2003-11-26 광주에 ‘아름다운 가게’지방점 1호
13. ↑  동아일보 2004-03-27 뚝섬 벼룩시장 27일 열린다…낮12~오후4시 운영
14. ↑  소년한국일보 2004-04-13 '아름다운 나눔장터' 뚝섬유원지서 17일 개최
15. ↑  연합뉴스 2004-04-19 '아름다운 가게 대구점' 개점
16. ↑  연합뉴스 2004-04-29 아름다운 가게 부산점 문열어
17. ↑  오마이뉴스 2008-10-22 알뜰 주부정신으로 태동한 아름다운 가게…그 뒤에서 아름다움을 만들어가는 사람들
18. ↑  2002-10-27 장명수칼럼/ 인기집중 '아름다운 가게'